# Las calles de Segovia
Las calles de Segovia es una obra del periodista y escritor español Mariano Sáez y Romero, publicada  por primera vez en 1918.

## Descripción
La obra, subtitulada «noticias, tradiciones y curiosidades», vio la luz en 1918 en la imprenta regentada en la ciudad española de Segovia por un Antonio San Martín. Sáez y Romero esboza en más de doscientas páginas un recorrido por las vías de la capital de provincia y brinda información sobre el título y el trazado de cada una de ellas; él mismo explica en la introducción los objetivos que se propuso con la confección del libro:

En las obras que de Segovia tratan, que son muchas y buenas, se habla en algunas, de calles, de sitios, de nombres ilustres y de tradiciones callejeras, pero sin ordenación sistemática ni plan de conjunto; y en otras, las calles están sólo indicadas en forma de nomenclator. Estos apuntes pretenden modestamente llenar esta omisión, pero sin que tiendan a resolver ningún punto obscuro de nuestra historia, ni añadir dato alguno a la copiosa literatura segoviana, ni a plantear ningún problema de alta crítica; es sólo un libro más, sin otra aspiración que la de que sirva de mera curiosidad o entretenimiento a los aficionados a esta clase de estudios.
(Sáez y Romero, 1918, pp. 5-6)

La Caja de Ahorros y Monte de Piedad de Segovia publicó una nueva edición en 1978.